# التحقيق في الاغتصاب

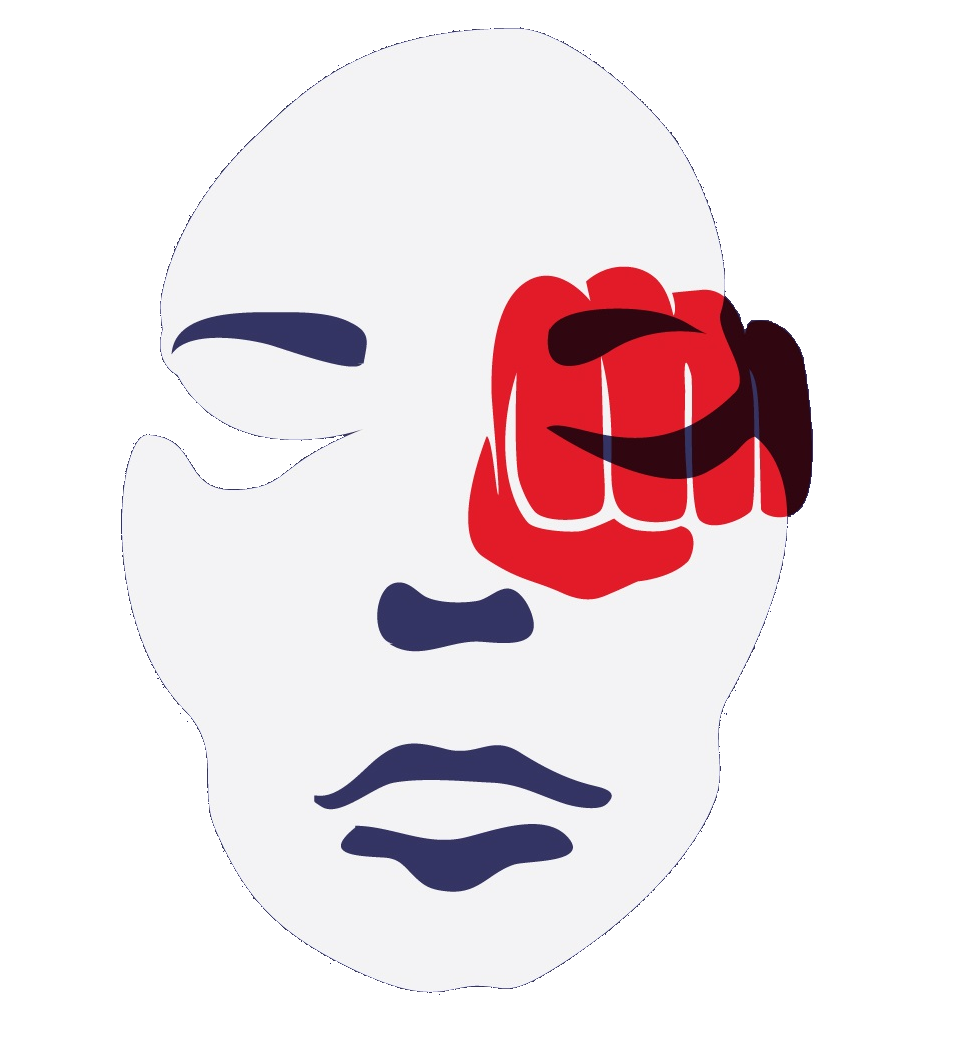
ملصق روسي يحث على فتح أعينكم - ضد إساءة معاملة النساء.

التحقيق في الاغتصاب هو إجراء يهدف لجمع الحقائق حول جريمة الاغتصاب المشتبه بحدوثها بما في ذلك تحديد هوية الجاني ونوع الاغتصاب والتفاصيل الأخرى.
ترتكب الغالبية العظمى من عمليات الاغتصاب بواسطة أشخاص معروفون من قبل الضحية: فقط ما بين 5% و 15% من الاعتداءات يرتكبها غرباء. لذلك يتم الإبلاغ بنسبة كبيرة عن هوية الجاني. ويمكن التعرف على الأدلة البيولوجية مثل السائل المنوي والدم والإفرازات المهبلية واللعاب والنسيج الطلائي المهبلي وتصنيفها جينيًا من قبل مختبر الجرائم. غالبًا ما تساعد المعلومات الناتجة من التحليل الجنائي في تحديد صحة حدوث الاتصال الجنسي، وتقديم معلومات حول ظروف الحادث ومقارنة العينات المرجعية التي تم جمعها من المرضى والمشتبه بهم. يجمع الأطباء في العديد من البلدان الأدلة على حالات الاغتصاب المحتملة باستخدام صندوق أدوات الاغتصاب الطبية. وينتقد الكثيرون الوقت الذي يستغرقه إجراء عملية جمع الأدلة.

## تحديد هوية الجاني

### البصمة الوراثية
تستخدم مختبرات الجريمة البصمة الوراثية لاختبار الأدلة البيولوجية، إنَّ الطريقة الأكثر شيوعًا عن طريق تفاعل البوليميراز المتسلسل (PCR) والذي يسمح بتحليل العينات ذات الجودة المنخفضة والكمية المحدودة بإجراء ملايين النسخ. يوجد نموذج أكثر تطورًا من اختبار PCR يسمى التكرار المترادف القصير (STR) يولد ملف تعريف للحمض النووي يمكن مقارنته بالحمض النووي للمشتبه به أو الحمض النووي الموجود في مسرح الجريمة. وينبغي أيضًا جمع الدم أو اللعاب من ضحايا الاغتصاب لتمييز الحمض النووي الخاص بهم عن المشتبه بهم.
قد يترك المجرمون عينات مزيفة من الحمض النووي الريبوزي منقوص الأكسجين في مسرح الجريمة. قام الدكتور جون شنيبيرجر الذي اغتصب إحدى مرضاه تحت التخدير وترك عينة من السائل المنوي على ملابسها الداخلية بإدخال أنبوب مطاطي مرن بشكل جراحي في ذراعه وملئه بدماء شخص غريب مع مضادات التخثر. قامت الشرطة بسحب عينة دم اعتقدوا انها لشنيبيرجر وقارنوا الحمض النووي في ثلاث محاولات دون الحصول على أي تطابق.

## ملابسات جريمة الاغتصاب ونوعه
تساعد الخدوش والكدمات والتمزقات على جسد الضحية في توضيح كيفية حدوث الاغتصاب. يظهر بين 8% إلى 45% من الضحايا دليلاً على وجود رضوض خارجية أكثرها شيوعًا في الفم والحلق والمعصمين والأذرع والثديين والفخذين: تشكل الرضوض في هذه الأماكن نحو ثلثي الإصابات، في حين تمثل الرضوض في المهبل والعجان نحو 20%.
يمكن تحديد هوية الشريك في الجماع الأخير عن طريق إجراء فحص مجهري للتركيب المهبلي الرطب (أو عن طريق الفم / الشرج إذا تم استخدامهما) للكشف عن الحيوانات المنوية المتحركة والتي ستظهر على الشريحة المجهرية إذا لم يمض أكثر من ثلاث ساعات على القذف. ولكن فقط ثلث الاعتداءات الجنسية يحدث خلالها قذف داخل الجسد. وربما يكون المعتدي قد قام بعملية قطع القناة الدافقة أو عانى من خلل وظيفي جنسي (يعاني نحو 50٪ من المغتصبين من العجز الجنسي أو ضعف القذف). وبالإضافة إلى ذلك يعتبر وجود مستويات الفوسفاتاز الحمضية بتراكيز عالية مؤشر جيد على هوية الشريك في الجماع الأخير. يوجد الفوسفاتاز الحمضي في الإفرازات البروستاتية ويقل نشاطه مع الوقت وعادة ما يختفي بعد 24 ساعة. يمكن الكشف عن المستضد البروستاتي النوعي (PSA) خلال 48 ساعة. يحتوي السائل المنوي للرجال الذين قاموا بعملية قطع القناة الدافقة على تركيز عالي من المستضد البروستاتي النوعي. يمكن الكشف عن الحيوانات المنوية غير المتحركة حتى بعد 72 ساعة من الجماع اعتمادًا على تقنيات التلوين.